# 魏斐德
魏斐德，原名小弗雷德里克·埃文斯·韦克曼（英語：Frederic Evans Wakeman, Jr.，1937年12月12日—2006年9月14日），美國漢學家、歷史學家，柏克萊加州大學教授。

## 生平
1937年出生在美国堪萨斯城。1959年哈佛大学毕业，主修欧洲历史和文学。之后前往英国剑桥大学和法国巴黎政治学院攻读硕士，主要方向是东南亚研究，从此开始了中国研究生涯。从巴黎回美国后，赴加州大学伯克利分校，师从约瑟夫·列文森，1965年获得中国历史方向的远东史博士学位。
毕业后留校，在加州大学伯克利分校历史系执教40年，创立了该校的中国研究中心，曾任美國歷史學會和社会科学研究会會長。
著名学生包括欧立德、夏伟、周锡瑞、杨凯里等。

## 评价
魏斐德于2006年去世后，史景迁赞赏他为“近30年来最好的中国史学家”。哈佛大学教授孔飞力、加州大学伯克利分校教授魏斐德和耶鲁大学教授史景迁一般被称为北美汉学三杰，属于北美汉学谱系中继第一代费正清和第二代列文森、史华慈、芮玛丽之后的第三代。史景迁以叙事和文笔见长，孔飞力以方法和视角见长，而魏斐德以选题和史料见长。

## 著作
- Spymaster: Dai Li and the Chinese Secret Service（正體字版《特工教父：戴笠和他的祕勤組織》；簡體字版《间谍王：戴笠与中国特工》）
- 《洪业：清朝开国史》(The Great Enterprise: The Manchu Reconstruction of Imperial Order in the 17th Century)
- 《大门口的陌生人：1839-1861年间华南的社会动乱》(Strangers at the Gate: Social Disorder in South China, 1839-1861)
- The Fall of Imperial China(正體字版《大清帝國的衰亡》；簡體字版《中华帝国的衰落》)
- 《讲述中国历史》(Telling Chinese History: A Selection of Essays)
- 《历史与意志：毛泽东思想的哲学透视》(History and Will: Philosophical Perspectives of Mao Tse-Tung's Thought)
- 上海三部曲
  - 《上海警察》(Policing Shanghai, 1927-1937)
  - 《上海歹土：战时恐怖活动与城市犯罪，1937-1941》(Shanghai Badlands, 1937-1942)
  - 《红星照耀上海城》(The Red Star Over Shanghai, 1942-1952)
- 《中华人民共和国的明清史研究》
- 《中国现代化问题：一个多方位的历史探索》